# ناصر خميس

## ناصر خميس مبارك
- لاعب كرة قدم سابق مع منتخب الإمارات لكرة القدم ونادي الوصل .
- يحمل الفانيلة رقم ( 10 ) .
- من أفضل اللاعبين الذين أنجبته ملاعب الإمارات ونادي الوصل الرياضي .
- ناصرخميس كان ناصر فريق باكملة، ، وقدم للإمارات والوصل الكثير والكثير .
- شقيق أعظم هداف في تاريخ الدوري الإماراتي اللاعب فهد خميس مبارك لاعب منتخب الإمارات لكرة القدم ونادي الوصل .
- يتميز بسجل حافل وذهبي مع نادي الوصل والمنتخب الوطني .
- أحد النجوم المشاركين في أكبر تظاهرة كروية ممثلة في نهائيات كأس العالم 90 بإيطاليا.
- كان ضمن كوكبة الجيل الذهبي الرائع الذي استطاع تحقيق الإنجاز الأكبر والفريد لكرة الإمارات.
- ساهم ناصر خميس مع الوصل في تحقيق ست بطولات دوري عام وبطولة كأس رئيس الدولة عام 86 وبطولة كأس الاتحاد عام 92 وحقق مع الفريق برونزية آسيا لأبطال الدوري عام 93 بالبحرين.

## ناصر خميس في سطور
- بداية مع فريق نادي النصر حيث انتقل من الأحياء للفريق الأزرق في منتصف السبعينات وبتشجيع من والده خميس مبارك أحد أقطاب التشجيع بالقلعة الزرقاء.
- وفي عام 75 انتقل إلى نادي الوصل الرياضي بمنطقة زعبيل وتدرج في جميع فرق المراحل السنية، حتى تم تصعيده للفريق الأول لكرة القدم وعرف منه شهرته الكروية الواسعة وحقق مع الوصل العديد من الألقاب والإنجازات، منها 3 بطولات دوري وبطولة كأس رئيس الدولة وبطولة كأس الأتحاد موسم 92 وشارك مع الوصل في العديد من البطولات الخارجية كان أبرزها مساهمته مع الفريق في تحقيق برونزية آسيا للأندية أبطال الدوري، والتي أقيمت نهائياتها بالمنامة عام 93 وشارك بأكثر من بطولة لأندية مجلس التعاون، ناهيك عن مشاركته بالبطولات العربية لأبطال الكؤوس والدوري.
- يعتبر ناصر خميس مبارك من المحظوظين على المستوى الرياضي بالدولة؛ لمساهمته في إنجاز الصعود التاريخي إلى نهائيات كأس العالم بإيطاليا عام 90، وشارك ناصر في جميع مباريات المنتخب بالمونديال، كما اختير عام 92 كأفضل لاعب بمسابقة الدوري العام، وذلك خلال استبانة عامة أشرف عليها المدير الفني للمنتخب آنذاك الخبير الأوكراني لوبنافوسكي، وجاء اختيار ناصر خميس مبارك لمساهمته ودوره الكبير في إحراز الوصل للقب الدوري العام للمرة الخامسة في تاريخه، حيث سجل بمفرده أكثر من 20 هدفا بالمسابقة، وكان أغلى أهدافه بالمباراة الأخيرة أمام فريق الاتحاد والتي انتهت بفوز الوصل 1/2.
- أول مباراة رسمية لناصر كانت مع فريق النادي ضد النصر في موسم 86/85، وأول هدف رسمي كان في مرمى فريق الشارقة، وأول مباراة رسمية مع المنتخب الوطني كانت ضد منتخب العراق في دورة كأس الخليج الثامنة، وأول هدف رسمي مع المنتخب الوطني كان في مرمى منتخب البحرين في الدورة ذاتها، وانتهت المباراة بفوز «الأبيض» 1/3.

## كأس الخليج1986
و قد سجل هدف في مرمى منتخب البحرين لكرة القدم.

## وصلات خارجية
- ناصر خميس على موقع الاتحاد الدولي (مؤرشف)  (الإنجليزية)
- ناصر خميس على موقع قاعدة بيانات كرة القدم.إي يو (الإنجليزية)
- ناصر خميس على موقع ناشيونال فوتبول تيمز (الإنجليزية)